# فاستی (شعر)
فاستی، که در فارسی گاهی به جشن ها نیز ترجمه شده‌است، مجموعه‌ای مشتمل بر ۶ کتاب شعر به زبان لاتین می‌باشد که توسط اووید، شاعر نامدار رومی به نظم کشیده شده بود. اعتقاد بر این است که شاعر این اثر(اووید)، به دلیل آنکه در سال ۸ میلادی توسط امپراتور آگوستوس به تومیس تبعید شد، این اثر خویش را ناتمام گذاشته‌است.
فاستی به صورت ابیاتی مرثیه گونه و قصیده وار نوشته شده و طی آن عهد و پیمان‌ها و آیین‌های رسمی یونانی و لاتین با لحنی شاعرانه و در عین حا آموزگار منش(تعلیمی)، ارائه گردیده‌اند. فاستی بر مبنای مجموعه‌ای از گزارش‌ها و مصاحبه‌های یک شاهد عینی با خدایان مختلف بنا شده‌است که به صورت اول شخص بیان می‌شوند، و ریشه‌های تعطیلات و جشن‌های رومی را به همراه آداب و رسوم و آیین‌های مربوط بدان، اغلب با ساختاری علت شناسانه تشریح می‌نمایند. بر این اساس، فاستی منبع مهمی برای مطالعه پیرامون مذهب روم باستان به‌شمار می‌آید. ترجمه مفصل و ارزنده این اثر به زبان انگلیسی همراه با حاشیه‌نویسی و توضیحات مربوط بدان، توسط انسان شناس و پژوهشگر برجسته و با نفوذ در عرصه دین شناسی، ج.جی.فریزر صورت گرفته‌است. هر یک از کتابهای شش گانه فاستی، یکی از ماههای سال از ژانویه تا ژوئن را، بر طبق تقویم رومی تحت پوشش قرار می‌دهد. تقویم رومی، همان تقویمی است که توسط ژولیوس سزار اصلاح گردید و به شکل تقویم معروفی درآمد که امروزه به نام تقویم ژولیان یا همان تقویم شناخته شده میلادی شناخته می‌شود.

## شرح
فاستی در لغت به معنی روزهای بارعام پرایتور و نیز نام تقویم مشروح رومی می‌باشد. این لغت در فارسی گاهی با عنوان «جشن‌ها» ترجمه شده‌است.
فاستی اثر اووید، سند گرانبهایی است که اطلاعات ما را دربارهٔ تقویم رومی بیشتر می‌کند. این اثر اووید، شعری است به زبان لاتین در ۴۷۷۲ بیت و شش کتاب که شاعر در آن، روز به روز و ماه به ماه از جشن‌های نیمه اول سال سخن می‌گوید. از آنجا که اووید [بدلیل تبعید ناگهانیش بنا به دستور امپراتور آگوستوس]، نتوانست این اثر خویش را تمام کند، جشن‌ها و مراسم آیینی نیمه دوم سال در این اثر نانوشته باقی‌مانده‌اند.

## نمونه اشعار
ویل دورانت در کتاب مشهور خود، تاریخ تمدن، در تأیید این موضوع که: «در روم[باستان]، تقریباً همه کس پول را با تمنایی دیوانه وار می‌پرستید، و در عین حال همه جز بانکداران از پول بد می‌گفتند...»، این شعر از کتاب اول فاستی (جشن‌ها) را نقل کرده‌است:
اگر می‌پنداری عسل از پول نقد در دست شیرینتر است، چقدر از عصری که در آن زندگی می‌کنی، بی خبری!